# Костёр Бенекена
Костре́ц Бе́некена, или Костёр Бенекена (лат. Bromus benekenii, syn. Bromopsis benekenii) — вид рода Костёр семейства Злаки (Poaceae). Вид назван в честь немецкого аптекаря и ботаника Фердинанда Бенекена (1800—1859).
Редкий вид, включённый в Красные книги Белоруссии, Литвы, Латвии, Эстонии и ряда областей России и Украины.

## Ареал и среда обитания
Встречается в Восточной и Западной Европе, Скандинавии, в горах Кавказа, Малой Азии, Средней Азии, Ирана, на юге Сибири, на Алтае. Как правило произрастает в лиственных и смешанных лесах.

## Ботаническое описание
Многолетние травянистые растения высотой от 80 до 120 см.
Влагалища нижних листьев густоволосистые, верхних — голые или короткопушистые. Листья — плоские, шириной от 0,5 до 1 см, шероховатые.
Метелка 20—30 см, с длинными веточками до 10 см, как правило, вверх стоящая, реже поникающая, несущая от 2 до 5 колосьев. Колосья — ланцетные, 4—9-цветковые, длиной до 2,5 см. Опыление — перекрёстное. Цветение — июль, плодоношение — август.

## Охрана
Указан в Красных Книгах: Белоруссия, Литва, Латвия, Эстония, в России включен в Красные Книги: Владимирская область, Воронежская область, Ивановская область, Костромская область, Липецкая область, Новгородская область, Ростовская область, Самарская область, Удмуртская республика, Ярославская область, на Украине включен в красную Книгу Харьковской области.

## Синонимы
В синонимику вида по информации базы данных The Plant List входят следующие названия:
- Bromopsis atlantica (H.Lindb.) Holub — Кострец атлантический
- Bromopsis benekenii (Lange) Holub — Кострец Бенекена
- Bromopsis ramosa subsp. atlantica (H.Lindb.) H.Scholz & Valdés
- Bromopsis ramosa subsp. benekenii (Lange) Tzvelev
- Bromus asper var. benekenii (Lange) Syme
- Bromus atlanticus H.Lindb. — Костёр атлантический
- Bromus benekenii var. dalmaticus Degen & B.Lengyel
- Bromus benekenii var. villosus Podp.
- Bromus ramosus var. algeriensis Maire & Weiller
- Bromus ramosus subsp. benekenii (Lange) Schinz & Thell.
- Bromus ramosus var. benekenii (Lange) Asch. & Graebn.
- Schedonorus benekenii Lange basionym — Схедонорус Бенекена
- Zerna atlantica (H.Lindb.) Holub
- Zerna benekenii (Lange) Lindm.
- Zerna ramosa subsp. benekenii (Lange) Tzvelev